# MAGI (Cinema)
MAGI és un sistema de cinema en 3D immersiu ideat i desenvolupat per Douglas Trumbull. Es diferencia dels clàssics sistemes de 3D o dels IMAX de pantalla gran perquè capta les imatges amb una resolució de 4k i a 120 fotogrames per segon, aconseguint donar una sensació d'immersió encara més gran i resolent alguns dels problemes associats a la projecció 3D.
Segons el seu creador el sistema MAGI ofereix una experiència propera al teatre pel que fa a la verosimilitud dels efectes digitals i la sensació d'hiperrealitat, tant a nivell visual com auditiu. Arribant a salvar l'efecte de Vall inquietant. Trumbull reconeix, però que MAGI no està ideat per a qualsevol tipus de pel·lícula, i que pot no funcionar per exemple amb drames íntims però si que està concebut per a impressionar l'espectador i crear noves experiències audiovisuals, generant un nou interès per a tornar a les sales de cine, tot competint amb la tendència a l'alça de veure les pel·lícules a casa. És per això que Trumbull considera aquesta innovació tecnológica un pas necessari per a que la producció cinematográfica sobrevisqui.
motion picture production and exhibition industry must consider to implement to survive
Douglas Trumbull ha desenvolupat el sistema MAGI al seu estudi, situat a Berkshire, Massachusetts (EUA). Inicialment aquest espai era un graner de dues plantes, però ha estat adaptat segons les necessitats del desenvolupament de MAGI. Actualment disposa, entre d'altres, d'escenari de pantalla verda, sala de projeccions optimitzada per a MAGI i oficines. A l'estudi hi treballa un equip multidisciplinar d'entre 4 i 50 persones, que varía segons el projecte o la fase de desenvolupament.

## Especificitats tècniques

### Fotogrames per segon
Com a norma general, al cinema, es fan servir 24 fotogrames per segon. En algunes ocasions, com per exemple en pel·lícules d'acció, això pot no ser suficient i generar imatges borroses. Aquest efecte es veu incrementat en imatges en 3D, ja que habitualment la generació de la il·lusió de 3D està basada en la projecció de forma alterna d'imatges dirigides a l'ull dret i l'ull esquerre. Les imatges borroses causen cansament ocular, ja que a l'ull li costa unir-les, generant incomoditat a l'espectador.
Trumbull intenta disminuir aquest efecte mitjançant el sistema MAGI. Per a tal efecte utilitza dues càmeres que enregistren a 60 fotogrames per segon i amb un lleu desfasament, una les imatges corresponents a l'ull esquerre i l'altra les corresponents a l'ull dret. D'aquesta manera aconsegueix que un dels dos obturadors estigui sempre obert, evitant perdre cap instant de l'acció. Les imatges a 60 fotogrames per segon de les dues càmeres es projecten alternades, obtenint una imatge final a 120 fotogrames per segon sense repetició de fotogrames i aconseguint el que Trumbull denomina "Continuïtat temporal perfecta".
Quan s'utilitzen en cinema velocitats superiors als 24 fps l'espectador acosutma a associar-les a la televisió d'alta definició, cosa que allunya de l'experiència cinematogràfica. Un exemple és la triología del Hobbit de Peter Jackson, que va ser rodada a 48 fps.
Trumbull defensa que això és degut a la supressió de "l'efecte parpelleig", generat per l'obturador a les projeccions clàssiques de cinema, i per la similitud amb les velocitats de projecció estàndards de la televisió, de 60 fps als Estats Units i 50 fps a Europa. I que quan aquesta velocitat és àmpliament superada, com amb els 120 fps de MAGI, l'associació amb la televisió desapareix.

### Efecte parpelleig
El sistema MAGI replica l'efecte parpelleig clàssic de les pel·lícules de cinema gràcies a la projecció alterna de fotogrames per a l'ull esquerre i l'ull dret. Això, segons Trumbull és associat de forma inconscient per l'espectador amb l'experiència cinematogràfica.

## Inconvenients del sistema MAGI
Rodar a 120 fps genera una quantitat molt important de dades. La gestió del seu emmagatzematge pot resultar complicada. S'acostuma a optar per discs durs d'estat sòlid i alta capacitat. També són necessaris equips informàtics molt potents per tractar les imatges obtingudes i generar els efectes especials i les imatges digitals necessàries per a aconseguir la sensació envoltant o tridimensional.
Un altre inconvenient és que només la meitat dels cinemes del món disposa en l'actualitat de la tecnologia necessària per a poder projectar pel·lícules en 3D a 120 fps, limitant molt la distribució de les pel·lícules rodades amb sistema Magi. A més a més els estudis cinematogràfics imposen, per motius de control de qualitat, limitacions de fps als projectors dels exhibidors. Els estàndards que ofereixen, en molts casos, no recullen possibilitat de projectar segons els requeriments de MAGI, per tant aquestes pel·lícules s'haurien de projectar a una resolució inferior a la pensada inicialment per Trumbull.

## "MAGI Pod" o Càpsules MAGI
Devant dels inconvenients especificats en el punt anterior Trumbull ha optat per desenvolupar les seves pròpies sales de cine anomenades “MAGI pod” o càpsula Magi. Es tracta de petites sales de cinema prefabricades amb capacitat per a 60 persones i dissenyades per amplificar la sensació hiperrealitat i a la vegada disminuir el possible cansament visual de l'espectador. Oferint una experiència que superi amb escreix la que l'espectador pot tenir a casa seva gràcies a un projector únic que ofereix 4K 3D a 120 fps.
Son sales d'aproximadament 120 metres quadrats amb una pantalla d'11m d'ample per 5 d'alçada. Totes les butaques apunten cap al centre de la pantalla, que presenta una curvatura horitzontal i una vertical que optimitzen la reflexió de la llum i milloren l'angle de visió de l'espectador.
A nivell sonor les MAGI pod també estan dissenyades per a crear una sensació el màxim realista possible. Disposen d'un sistema de 32 altaveus repartits per la sala, subwoofers capaços de generar freqüències de 20 herz situats sota les cadires i un aïllament que elimina la reverberació.
Aquestes sales es poden enviar a punts d'interès com multicines d'arreu del món, esdeveniments cinematogràfics, parcs temàtics o punts turístics i ser muntades en menys d'una setmana i el preu per seient és menor que qualsevol experiencia en PLF (Premium de gran format).

## UFOTOG
Douglas Trumbull va produir un breu film de 10 minuts per demostrar tot el que es podia fer amb l'elevada freqüència de fotogrames per segon, la resolució 4K, una pantalla més lluminosa i 3D. Aquesta va tenir una resposta aclaparadora y l'objectiu d'involucrar a l'espectador amb l'acció i fer-lo participar estava cada vegada més a prop.
La pel·lícula explica la història d'un home que, amb la voluntat de demostrar la seva existència, desenvolupa un sofisticat sistema 3D per rastrejar ovnis.
"No és cap ciència. Tan sols és una forma diferent, una mida diferent, una brillantor diferent i una velocitat de fotogrames diferent. Abandoneu tota aquella porquería que es va quedar des de 1927. Estem a l'Era digital. Espavileu", demanava Trumbull abans de presentar-la al Festival de Cinema de Toronto del 2014.

## Billy Lynn's Long Halftime Walk
Després que Ang Lee, director de pel·lícules com Brokeback Mountain o La vida de Pi, s'interessès pel curt de UFOTOG i, segons Trumbull, quedés entusiasmat en veure'l, va decidir la seva pròxima pel·lícula seria filmada amb un format similar. Així apareix al 2016 el film titulat Billy Lynn's Long Halftime Walk, rodada a 120 fps, en 4K i 3D, utilitzant un procés semblant al de Trumbull.
La pel·lícula va tenir molt bones crítiques com per exemple:
"....... (a mi) em va sorprendre haver estat completament impressionat pel clip de Billy Lynn. Sense cap mena de dubte, aquestes van ser les millors imatges de cinema en 3D que he vist mai, nítides i clares, enormes. Profunditat de camp, quan correspon, sí, de moltes maneres, era com mirar des d'una finestra a una escena a l'aire lliure molt brillant. "
Jim Slater, Tecnologia del cinema
"Va ser una experiència immensament realista i íntima, immersiva i en primera persona"
Martin Howe, blooloop.com
"... les imatges de" Billy Lynn" tenen una claror i una presència física sorprenents".
Revisió de Variety 14.10.2016
"Quan aquesta experiència increïble a NAB va acabar estava tremolant i aterrit, com si realment hagués viscut aquesta experiència. Vam veure el futur, i estic enormement agraït que Ang Lee hagi fet que això passés per a tots nosaltres"
Bill Desowitz, indiewire.com